# Tryggvi Hlinason
Tryggvi Snær Hlinason (Akureyri, 28 de octubre de 1997) es un baloncestista islandés que pertenece a la plantilla del Bilbao Basket de la ACB. Con 2,15 metros de estatura, juega en la posición de pívot.

## Trayectoria deportiva
El pívot debutó en 2014 en el club de su ciudad natal, el Þór Akureyri y tras disputar tres temporadas de experiencia como profesional en la Liga de Islandia, en la campaña 2016-17 promedió 11,6 puntos, 8 rebotes y 2,7 tapones por partido. Hlinason ha sido internacional con su país en categorías inferiores y debutó en 2016 con la selección absoluta, a la que ayudó a clasificarse para el Eurobasket 2017.
En junio de 2017 el Valencia Basket llega a un acuerdo con el pívot internacional islandés para su incorporación a la disciplina taronja durante las próximas cuatro temporadas, hasta el 30 de junio de 2021. El Valencia Basket firma al pívot islandés con una cláusula anti-Real Madrid y anti-Barça
En verano de 2017 se concentra con la selección islandesa U20, con la que participará en el campeonato de Europa división A de la categoría, además de estar prevista su presencia con la selección absoluta de su país en el Eurobasket de 2017. Considerado el jugador del torneo debido a sus grandes registros con la prematura edad de 19 años y es que una vez concluida la primera fase del torneo se convierte en el jugador más valorado del mismo (28,3 créditos) gracias a sus 15,7 puntos y 12,7 rebotes por encuentro.
En agosto de 2018 es cedido por una temporada al Monbus Obradoiro.
Tras su cesión al Obradoiro, en julio de 2019 llega libre al Casademont Zaragoza, con el que firma por tres temporadas. En agosto de 2021 llega a un acuerdo con Casademont para ampliar su contrato por una temporada más, con opción a otra.
En julio de 2023 se anuncia su fichaje por Bilbao Basket.

## Palmarés
- Supercopa de España: 1

Valencia Basket: 2017

## Clubes
- Þór Akureyri (2014-2017)
- Valencia Basket (2017-2019)
- →  Monbus Obradoiro (2018-2019)
- Casademont Zaragoza (2019-2023)
- Bilbao Basket  (2023 - )

## Logros y reconocimientos

### Clubes
Bilbao Basket
FIBA Europe Cup (1): 2025.